# 独臂拳王大破血滴子
《独臂拳王大破血滴子》（英語：Master of the Flying Guillotine）是一部1976年英属香港武俠片。

## 剧情
清朝雍正帝胤禛在位年间，清廷残暴不仁、倒行逆施，为了维持满清的统治地位和巩固政权，雍正帝收买武林人士，授以高官厚爵，同时秘密地组织了一个叫“血滴子”的组织，专门暗杀武林人士。雍正帝派遣封神无忌和师侄左龙、左虎潜伏山林，调查武林人士的武功和各方面的讯息，意图随时随地的掌控武林。封神无忌擅长使用“血滴子”这种秘密武器杀人无形。不久，左龙、左虎相继死在反清复明的勇士独臂拳王的手下，封神无忌为了替侄儿们报仇，出山寻找独臂拳王报仇雪恨，但是最终因为功夫不敌独臂拳王，而被诛杀。

## 演员
| 演员   | 角色     | 备注             |
| 王羽   | 独臂拳王 | 反清复明的勇士。 |
| 刘家荣 |          |                  |
| 王龙威 |          |                  |

## 花絮
电影公映之后，总体反映是积极的。